# 筑波山麓合唱団
「筑波山麓合唱団」（つくばさんろくがっしょうだん）は、永六輔作詞、いずみたく作曲、デューク・エイセスが歌ったご当地ソング。
「にほんのうた」シリーズの一曲で茨城県を舞台とした楽曲。
東京都を舞台とした「明日の故郷」との両A面シングル（東芝レコード TP-2270）として発売された。
歌詞はカエルの合唱を主題としており、筑波山の名物であるガマの油で有名な四六のガマが登場する。メンバーが4匹のカエル（登場順に{セカンド・テナー}アマガエル・{ベース}ガマガエル・{バリトン}トノサマガエル・{トップ・テナー}カジカガエル）に扮したユーモラスなコーラスが特徴。

## シングル収録曲
1970年盤
1. 筑波山麓合唱団（茨城）
  - 作詞：永六輔、作曲・編曲：いずみたく、伴奏：東芝レコーディング・オーケストラ
2. 明日の故郷（東京）
  - 作詞：永六輔、作曲・編曲：いずみたく、伴奏：東芝レコーディング・オーケストラ

1972年盤（東芝EMI DIA-51）
東洋紡プレゼント企画盤（「東洋紡ダイヤモンド毛糸50周年記念盤」と記載）
1. 筑波山麓合唱団（茨城）
  - 作詞：永六輔、作曲・編曲：いずみたく、伴奏：東芝レコーディング・オーケストラ
2. 竹田の子守唄
  - 民謡、編曲：横内章次、伴奏：東芝レコーディング・オーケストラ

1987年盤（東芝EMI RT07-2047）
1. 筑波山麓合唱団
2. 筑波山麓合唱団（オリジナル・カラオケ）